# Nagykovácsi, Pesta
Nagykovácsi  este un sat în districtul Budakesz, județul Pesta, Ungaria, având o populație de 6.499 de locuitori (2011). 

## Demografie
Componența etnică a satului Nagykovácsi
     Maghiari (91,2%)
     Germani (3,39%)
     Necunoscut (4,11%)
     Alții (1,3%)
Componența confesională a satului Nagykovácsi
     Romano-catolici (35,74%)
     Fără religie (21,42%)
     Reformați (9,69%)
     Atei (3,74%)
     Luterani (1,57%)
     Greco-catolici (1,12%)
     Necunoscută (26,07%)
     Alte religii (2,34%)
Conform recensământului din 2011, satul Nagykovácsi avea 6.499 de locuitori. Din punct de vedere etnic, majoritatea locuitorilor (91,2%) erau maghiari, cu o minoritate de germani (3,39%). Apartenența etnică nu este cunoscută în cazul a 4,11% din locuitori. Nu există o religie majoritară, locuitorii fiind romano-catolici (35,74%), persoane fără religie (21,42%), reformați (9,69%), atei (3,74%), luterani (1,57%) și greco-catolici (1,12%). Pentru 26,07% din locuitori nu este cunoscută apartenența confesională.